# Микун
Ми́кун (на руски: Микунь; на коми: Микунь) е град в Коми, Русия. Разположен е на около 83 km северозападно от Сиктивкар. Към 2016 г. има население от 9919 души.

## История
Селището е основано през 1937 г. във връзка със строителството на железопътната линия Сиктивкар – Микун – Кослан. Жп гарата е открита през 1942 г. Топонимът произлиза от диалектна форма на името „Николай“: Миколай – Микола – Микунь. Още от създаването си служи като място за изгнание на политически затворници. През 1948 г. получава статут на селище от градски тип, а от 1959 г. е град.
През 1967 г., като част от икономическото сътрудничество между СССР и Народна република България, в Микун пристигат първите български дърводобивни работници, които е трябвало да усвояват тайгата.

## Население
| 1959   | 1970   | 1979   | 1989   | 1996   | 1998   | 2000   |
| ------ | ------ | ------ | ------ | ------ | ------ | ------ |
| 11 347 | 10 389 | 11 326 | 12 507 | 12 300 | 12 200 | 12 200 |
| 2003   | 2005   | 2007   | 2009   | 2010   | 2011   | 2012   |
| 11 700 | 11 400 | 11 100 | 10 803 | 10 730 | 10 700 | 10 414 |
| 2013   | 2014   | 2015   | 2016   |        |        |        |
| 10 287 | 10 179 | 10 088 | 9919   |        |        |        |

## Икономика
В града работят основно предприятия, заети в сферата на железопътния транспорт. Той е важен железопътен възел в Коми.

## Побратимени градове
- Котлас, Русия